# Juan Manuel Ferreira
Juan Manuel Ferreira Fernández (Maldonado, Uruguay, 24 de septiembre de 1992)
Estudios cursados: Ciclo básico completo. 
Futbolista uruguayo, mediocampista. Jugó en Coquimbo Unido de la Primera B de Chile. Debutó profesionalmente, en el equipo de su ciudad natal Deportivo Maldonado, equipo de la segunda división de su país.

## Clubes
| Club                | País        | Año           |  |
| ------------------- | ----------- | ------------- |  |
| Deportivo Maldonado | Uruguay     | 2011 - 2014   |  |
| Coquimbo Unido      | Chile       | 2015          |  |
| Deportivo Maldonado | Uruguay     | 2015-2016     |  |
| Huracán             | Uruguay     | 2017-         |  |
| Deportivo Caaguazú  | 🇵🇾 Paraguay | 2018-presente |  |